# Michela Pace
Michela Pace (født 25. januar 2001) er en sangerinde fra Malta, der vandt den indledende sæson af Maltas version af The X Factor i 2019. Som en præmie for hendes gevinst repræsenterer hun Malta ved Eurovision Song Contest 2019 og vandt også en kontrakt med Sony Music Italy.